# Coupe du Golfe des clubs champions 2008
Navigation
2007 2009-2010
La Coupe du golfe des clubs champions 2008 est la 24e édition de la Coupe du golfe des clubs champions. Douze équipes, qualifiées par le biais de leur championnat national, disputent le tournoi, qui est organisé en deux phases. Lors de la première, les formations sont réparties en quatre poules de trois; les premiers et le meilleur deuxième se qualifient pour la phase finale, qui est jouée sous forme de tableau, avec demi-finales et finale en matchs aller et retour. 
Pour la première fois dans l'histoire de la compétition, la finale oppose deux équipes d'un même pays. En effet, Al Ahly Djeddah triomphe d'Al Nasr Riyad en finale. C'est le 3e titre du club, qui rejoint Ettifaq FC au nombre de titres remportés dans le tournoi.
Cette édition 2008 a connu plusieurs bouleversements. Tout d'abord, la défection des équipes des Émirats arabes Unis et d'Umm Salal SC, du Qatar, ont obligé l'UAFA à modifier le déroulement de la compétition : la phase de groupes ne compte plus que deux poules au lieu de trois. Ensuite, l'une des demi-finales, qui devait voir s'affronter deux formations du Koweït, a été purement et simplement annulée à la suite de la décision de la FIFA de suspendre la fédération du Koweit. L'autre demi-finale, entre Al-Nassr et Al-Ahli, a donc été également annulée puis reprogrammée, mais en tant que finale.

## Équipes participantes
- Qadsia Sporting Club - 2e du championnat du Koweït 2007-2008 et vainqueur de la Kuwait Crown Prince Cup
- Al-Salmiya SC - 3e du championnat du Koweït 2007-2008
- Al Nasr Riyad - 5e du championnat d'Arabie saoudite 2007-2008
- Al Ahly Djeddah - 8e du championnat d'Arabie saoudite 2007-2008
- Dhofar Club - 2e du championnat d'Oman 2007-2008
- Al Nahda Club - 7e du championnat d'Oman 2007-2008
- Umm Salal SC forfait  - 3e du championnat du Qatar 2007-2008
- Al-Khor Sports Club - 7e du championnat du Qatar 2007-2008
- Al Muharraq Club - Champion de Bahreïn 2007-2008
- Al Najma Club - Finaliste de la King's Bahraini Cup 2008

## Compétition

### Première phase

#### Groupe 1
| Rang | Équipe               | Pts | J | G | N | P | Bp | Bc | Diff |  | Résultats (▼ dom., ► ext.) |  |     |     |     |     |
| ---- | -------------------- | --- | - | - | - | - | -- | -- | ---- |  | -------------------------- |  | --- | --- | --- | --- |
| 1    | Qadsia Sporting Club | 10  | 4 | 3 | 1 | 0 | 11 | 1  | +10  |  | Qadsia Sporting Club       |  | 1-0 | 1-1 | 5-0 | 4-0 |
| 2    | Al Nasr Riyad        | 7   | 4 | 2 | 1 | 1 | 5  | 3  | +2   |  | Al Nasr Riyad              |  |     | 0-0 | 3-1 | 2-1 |
| 3    | Al Muharraq Club     | 6   | 4 | 1 | 3 | 0 | 4  | 2  | +2   |  | Al Muharraq Club           |  |     |     | 1-1 | 2-0 |
| 4    | Al-Khor Sports Club  | 2   | 4 | 0 | 2 | 2 | 3  | 10 | -7   |  | Al-Khor Sports Club        |  |     |     |     | 1-1 |
| 5    | Al Nahda Club        | 1   | 4 | 0 | 1 | 3 | 2  | 9  | -7   |  | Al Nahda Club              |  |     |     |     |     |

#### Groupe 2
| Rang | Équipe          | Pts | J | G | N | P | Bp | Bc | Diff |  | Résultats (▼ dom., ► ext.) |  |     |     |     |
| ---- | --------------- | --- | - | - | - | - | -- | -- | ---- |  | -------------------------- |  | --- | --- | --- |
| 1    | Al Ahly Djeddah | 7   | 3 | 2 | 1 | 0 | 5  | 1  | +4   |  | Al Ahly Djeddah            |  | 4-0 | 4-1 | 0-0 |
| 2    | Al-Salmiya SC   | 6   | 3 | 2 | 0 | 1 | 6  | 5  | +1   |  | Al-Salmiya SC              |  |     | 3-2 | 3-2 |
| 3    | Dhofar Club     | 3   | 3 | 1 | 0 | 2 | 4  | 7  | -3   |  | Dhofar Club                |  |     |     | 1-0 |
| 4    | Al Najma Club   | 1   | 3 | 0 | 1 | 2 | 2  | 4  | -2   |  | Al Najma Club              |  |     |     |     |

### Phase finale

#### Demi-finales
| Équipe 1      | Résultat | Équipe 2             | Aller | Retour |
| ------------- | -------- | -------------------- | ----- | ------ |
| Al Nasr Riyad | Reporté  | Al Ahly Djeddah      | -     | -      |
| Al-Salmiya SC | Annulé   | Qadsia Sporting Club | 3 - 4 | -      |

#### Finale
| Équipe 1        | Résultat | Équipe 2      | Aller | Retour |
| --------------- | -------- | ------------- | ----- | ------ |
| Al Ahly Djeddah | 3 - 0    | Al Nasr Riyad | 1 - 0 | 2 - 0  |

| Coupe des clubs champions du golfe Persique Al Ahly Djeddah 3e titre |